# Yumeiro Pâtissière
Yumeiro Pâtissière (Nhật: 夢色パティシエール Hepburn: Yumeiro Patishiēru) là bộ anime, manga được sáng tác bởi Matsumoto Natsumi. Bộ truyện được đăng tải lần đầu vào ngày 3 tháng 9 năm 2008, trong số tháng 10 năm 2008 của Ribon và phát hành tập cuối vào ngày 3 tháng 6 năm 2011. Bộ Manga từng giành được Giải thưởng Shogakukan Manga lần thứ 56 ở hạng mục Thiếu nhi.

## Nội dung

### Yumeiro Pâtissière
Ichigo Amano, mười bốn tuổi, vụng về và không có bất cứ tài năng nào ngoại trừ việc ăn đồ ngọt (đặc biệt là bánh ngọt). Khi cô tình cờ tham gia một Lễ hội Đồ ngọt, cô gặp Henri-sensei, người thừa nhận khả năng nếm của cô và mời cô chuyển đến Học viện Marie pâtissière để trở thành một pâtissière. Ichigo gặp khó khăn trong việc ban đầu, nhưng với sự giúp đỡ từ 3 Hoàng tử bánh ngọt (Kashino Makoto, Hanabusa Satsuki và Andou Sennosuke), cô có được sự tự tin và kỹ năng và hướng tới trở thành một pâtissière. Xuyên suốt toàn bộ anime là Ichigo và các Hoàng tử bánh ngọt cố gắng giành giải tại Grand Prix, để đưa họ đến Paris. Trong suốt cuộc thi, Ichigo có nhiều thay đổi về tính cách và cô trưởng thành hơn từng chút một.  Cô nhận ra nhiều điều và kỹ năng của cô được cải thiện nhanh chóng.

### Yumeiro Pâtissière Professional
Hai năm sau khi học ở Paris, Ichigo mười sáu tuổi hiện trở lại Nhật Bản với tư cách là một pâtissière chuyên nghiệp. Ngay sau khi cô ấy quay trở lại, Đội Ichigo sau nhiều năm đã chia tay. Nhóm Hoàng tử bánh ngọt, Hanabusa và Andou, nghỉ học dài ngày để thực hiện ước mơ của mình, chỉ còn lại Ichigo và Kashino. Kashino vượt một lớp do có điểm cao nhất ở Paris. Sau đó, một Đội Ichigo "mới" được thành lập bởi Henri-sensei cho dự án. Đội bao gồm Lemon Yamagishi, Johnny McBeal, Kashino Makoto và Amano Ichigo. Họ làm việc với tư cách là những chuyên gia cho dự án và ước mơ của họ ở St. Marie.

## Truyền thông

### Manga
Được viết và vẽ bởi Matsumoto Natsumi, manga Yumeiro Pâtissière bắt đầu đăng trên tạp chí shoujo manga Ribon của Shueisha vào ngày 3 tháng 9 năm 2008 trong số tháng 10 của tạp chí. và phát hành tập cuối vào ngày 3 tháng 6 năm 2011, có tổng cộng 12 tập được phát hành. Bộ truyện được Sharp Point Press mua bản quyền và phát hành tại Đài Loan.
| - Recette 1-3 |

| - Recette 4-7 |

| - Recette 8-11 |

| - Recette 12-14 |

| - Recette 15-17 |

| - Recette 18 - 20 |

### Anime
Bộ amime được phát sóng trên Crunchyroll với phụ đề tiếng Anh. 
Tất cả các loại kẹo trong bộ truyện đều được tạo ra bởi người thợ làm bánh Aoki Sadaharu sống tại tại Thủ đô Paris, nước Pháp. Phần thứ hai được phát sóng lần đầu vào ngày 3 tháng 10 năm 2010 và mang tên Yumeiro Pâtissière SP Professional.

### Video game
Một bộ trò chơi Nintendo DS dựa trên bộ truyện được phát hành vào ngày 27 tháng 5 năm 2010. Trò chơi mang tên Yumeiro Patissiere: My Sweet Cooking (夢色パティシエールマイスイーツクッキング Yumeiro Patishiēru Mai Suītsu Kukkingu) và được phát hành bởi Konami.